# José Félix Olalla
José Félix Olalla Marañón (n. Madrid; 1956) es un poeta y farmacéutico español. 

## Biografía
José Félix Olalla nació en Madrid en 1956, es el sexto de ocho hermanos en una familia de origen burgalés. Se licenció en Farmacia en la Universidad Complutense de Madrid; ha trabajado en la Administración sanitaria como funcionario del Estado, en el Ministerio de Sanidad; y en la empresa privada.
Su vocación poética se manifestó a edad temprana. Ha publicado diversos libros, ha participado en numerosas actividades culturales y literarias, ha obtenido varios premios y ha sido ponente en congreso de poesía mística e interiorista.
Su poesía es intimista, a veces mística, que varía entre el acercamiento al paisaje, las reminiscencias bíblicas y las vivencias autobiográficas.
Presidente de la Asociación Española de Farmacéuticos de Letras y Artes (AEFLA)de 2003 a 2015.
Ha dicho que la poesía "para mí es una aventura estética y comunicadora de un contenido especial. Entre un sentimiento de amor que uno tiene y una elucubración sobre el amor, la diferencia es infinita. La poesía intenta a partir de las metáforas y de las imágenes comunicar un contenido especial; el de las vivencias".

## Obra

### Poesía
- 1981 Ciudad pasajera. Barcelona, La Mano en el Cajón.
- 1985 Doble luna de marte, Colección Adonais 424. Madrid, Rialp.

Aparece también en la Antología General de Adonáis (1969-1989) editada por Luis Jiménez Martos.
- 1991 Los pies del mensajero. Madrid, Arbolé.
- 1994 En el tiempo interminable. Premio de poesía Mario Ángel Marrodán 1994. Vigo, Ediciones Cardeñoso.
- 1997 Después de nosotros, Premio Villa de Martorell. Barcelona, Seuba Ediciones.
- 2002 Colección particular. Madrid, Arte Infantas.
- 2007 Cerca de tu memoria, XVIII premio de poesía Ayuntamiento de Cúllar Vega. Madrid, Gatoverde Editores.
- 2014 Más amor si más hubiera. Madrid, Ediciones Vitruvio.